# HD 188385
Désignations
HD 188385 est une étoile de type A située dans la constellation de l'Aigle.